# Brunfelsia uniflora

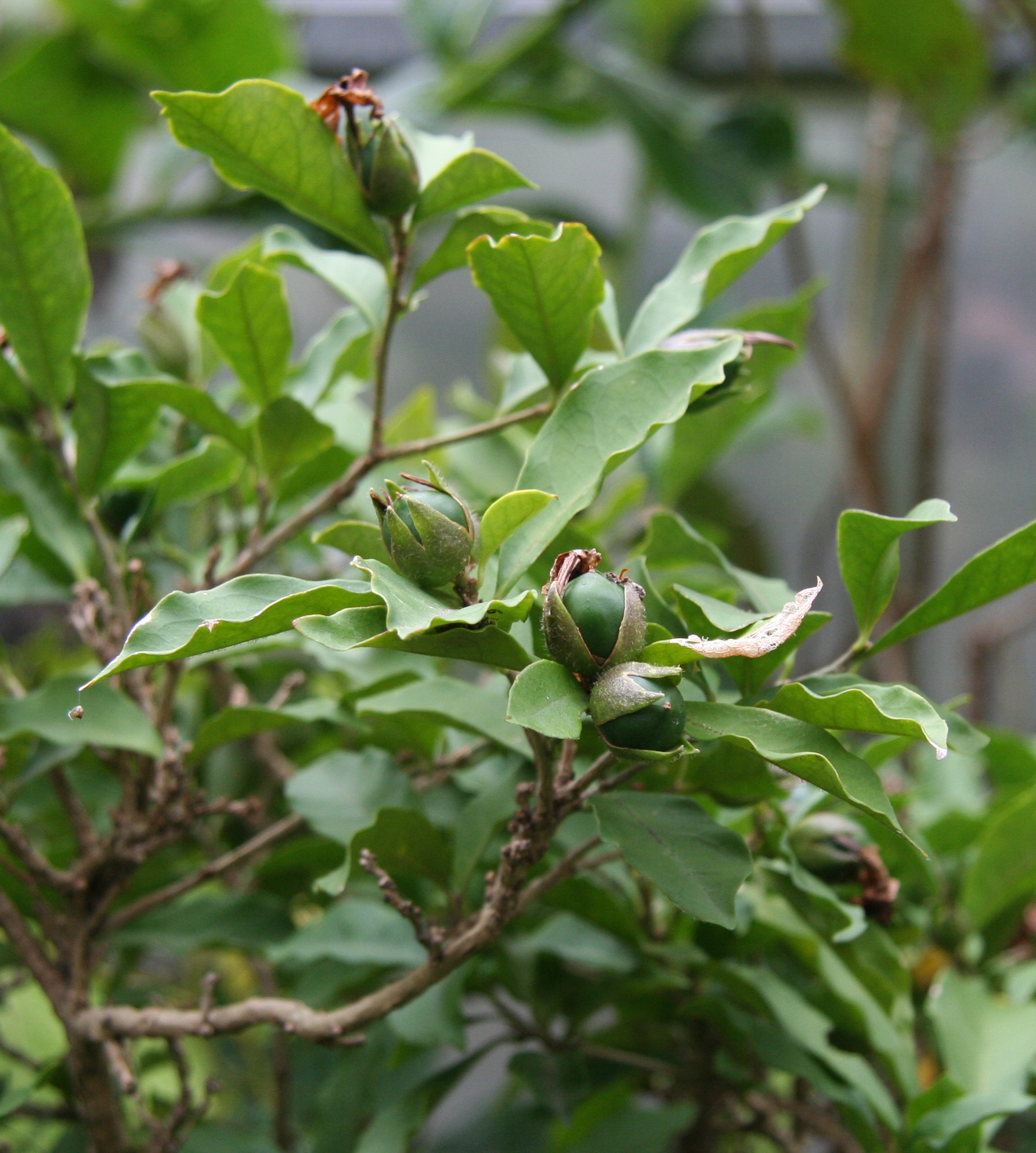
Früchte an Brunfelsia uniflora

Brunfelsia uniflora ist eine Art aus der Sektion Franciscea der Gattung Brunfelsia. Die meist 0,5 bis 3 m hohen Sträucher kommen in Teilen Südamerikas vor.

## Beschreibung

### Vegetative Merkmale
Brunfelsia uniflora ist ein 0,5 bis 3 m hoher Strauch, der oftmals bereits knapp oberhalb der Basis stark verzweigt. Die Äste sind verworren abgespreizt, schlank, drehrund, im Alter werden sie etwas knotig und unbehaart. Die Rinde ist graubraun und glänzend. Die jungen Zweige sind schlank und unbehaart oder fein behaart.
Die Laubblätter stehen an den Zweigen verteilt, sie variieren auch an einer Pflanze stark in Größe und Form. Der Blattstiel ist 1 bis 5 mm lang und kann behaart sein. Die Blattspreite ist zwischen 2,5 und 8,0 cm lang und zwischen 1,0 und 4,0 cm breit. Die Form ist länglich-elliptisch, lanzettlich oder umgekehrt eiförmig. Zur Spitze hin sind die Blätter spitz zulaufend oder zugespitzt, an der Basis sind sie eingeengt oder keilförmig. Die Oberseite ist dunkel bis hellgrün gefärbt, die Unterseite ist heller und auffällig matt. Die Blätter sind entweder schwach drüsig behaart oder auf der Unterseite entlang der Adern unterschiedlich fein behaart oder ganz unbehaart, sie sind häutig bis beinahe lederig. Auf jeder Seite der Mittelrippe entspringen fünf bis acht Seitenadern, die gerade oder gebogen sein können.

### Blütenstände und Blüten
Die Blütenstände stehen endständig an den Spitzen der neuen Triebe. Sie sind aufsitzend oder nur kurz bestielt und bestehen nur aus einer einzigen Blüte. Ist ein Blütenstandsstiel vorhanden, ist er 1 bis 6 mm lang, schlank, drehrund und kann unbehaart, drüsig behaart, fein behaart oder filzig behaart. Unter der Blüte stehen ein bis drei hellgrüne, laubblattartige Hochblätter, die 1 bis 5 mm lang, entlang der Mittelrippe fein behaart und linear-lanzettlich sind. Die Blütenstiele sind 1 bis 6 mm lang, sind unbehaart und stehen aufrecht.
Der Kelch ist 8 bis 20 mm lang, 3 bis 7 mm im Durchmesser, hellgrün, häutig und röhrenförmig oder eventuell röhrenförmig-glockenförmig, an der Basis ist er verengt. Die Kelchzähne sind 1 bis 3 mm lang und stehen aufrecht oder anliegend, dreieckig-eiförmig und spitz zulaufend bis zugespitzt. An der Frucht wird der Kelch ledrig, deutlich streifig geadert und dunkelgrün.
Die Krone besteht aus einer 13 bis 25 mm langen Kronröhre, deren Durchmesser 1 bis 2 mm beträgt und genauso lang oder doppelt so lang wie der Kelch ist. Der Querschnitt der Kronröhre ist fünfeckig, sie ist unbehaart oder nur leicht drüsig behaart. Der Kronsaum hat einen Durchmesser von 15 bis 30 mm und steht abgespreizt von der Kronröhre ab. Die fünf Kronlappen sind gleich groß, breit gerundet und gelegentlich ausgekerbt. An der Basis laufen die Kronlappen eng zusammen, seitlich überlappen sie sich.
Die vier Staubblätter stehen paarweise im oberen Teil der Kronröhre und ragen nicht über diese hinaus. Die Staubfäden sind schlank, beim oberen Staubblattpaar etwa 3 bis 5 mm, beim unteren 2 bis 3 mm lang. Die Staubbeutel haben einen Durchmesser von 1 mm und sind kugelig-nierenförmig. Der Fruchtknoten hat eine Höhe von 2 bis 3 mm, ist eng konisch bis eiförmig. Der Griffel ist schlank, unbehaart und 15 bis 23 mm lang. Die Narbe ist leicht zweilappig, die Lappen sind unterschiedlich groß und abgestumpft.

### Früchte und Samen
Die Früchte sind eng vom Kelch eingeschlossene Kapseln, sie sind 7 bis 8 mm lang und messen 8 bis 18 mm im Durchmesser. Sie sind nahezu kugelförmig bis eiförmig. Die Oberfläche der Früchte ist glatt, glänzend und dunkelgrün. Das Perikarp ist 0,5 mm dick und springt erst spät auf. 
Jede Frucht enthält zehn bis 20 Samen, diese haben eine Länge von 3 bis 5 mm und einen Durchmesser von 2 bis 3 mm. Sie variieren in der Form, sind meist eiförmig-elliptisch und etwas gewinkelt. Die Samenoberfläche ist netzartig gekörnt und dunkel rot-braun bis beinahe schwarz. Der Embryo ist 2 bis 4 mm lang und leicht gebogen. Die Keimblätter sind eiförmig.

## Vorkommen und Standorte
Brunfelsia uniflora ist die am meisten verbreitetste Art der Gattung Brunfelsia und ist im gesamten östlichen Brasilien verbreitet, einige vereinzelte Vorkommen gibt es in Venezuela und Bolivien. Die Art wächst unter einer großen Bandbreite von Standortbedingungen. So wächst sie in feuchten Regenwäldern in den Bergen des Bundesstaates Rio de Janeiro und der bolivianischen Yungas. Sie wächst aber auch in trockeneren Regionen von Minas Gerais, São Paulo, Ceará und den Cerrados in Goiás, sowie im nordöstlichen Brasilien. Die Bodentypen können sowohl roter Lehm, Sand oder feuchter Humus sein. Die Art ist in Höhenlagen zwischen Meereshöhe und 3300 m anzutreffen.